# Порт-Перрі
Порт-Перрі — громада в Скуґоґу, Онтаріо, Канада. Порт-Перрі лежить за 84 км на північний схід від центру Торонто і на північ від Ошави та Вітбі. Станом на 2016 рік населення Порт-Перрі становило 9 453 особи.
Порт-Перрі є адміністративним і комерційним центром містечка Скуґоґ. У місті є лікарня на 24 ліжка (англ. Lakeridge Health Port Perry), муніципальні офіси містечка Скуґоґ і багато торговельних закладів. Порт-Перрі є центром для багатьох невеликих громад у районі Скуґоґа, таких як Ґрінбенк, Реґлан, Цезарія, Блексток і Нестлтон/Нестлтон-Стейшен. Благодійне казино англ. Great Blue Heron є значним роботодавцем. У басейні водного шляху Трент — Северн розташоване озеро Скуґоґ, одне з найбільших за площею рукотворних озер Онтаріо.

## Історія
Територія навколо Порт-Перрі була вперше геодезично розпланована майором Семюелом Стрітом Вілмотом у 1809 році як частина  містечка Річ. Першим поселенцем у цьому районі був Рубен Крендел, лояліст Об'єднаної імперії, який побудував садибу зі своєю дружиною в травні 1821 року. Їхній оригінальний будинок досі використовується і його можна побачити на Кінґ-стріт. У листопаді 1821 року Люсі Енн Крендел стала першою дитиною європейського походження, яка народилася в цьому районі. У 1831 році Крендел і його сім'я переїхали в садибу в кутку, що став називатись Кренделз-Корнерз (пізніше названий Борелія). Там булло власне поштове відділення поблизу сучасного перехрестя Квін-стріт і шосе 7А.
Поселенець Пітер Перрі розбив сільські ділянки на березі озера Скуґоґ у 1848 році на місці колишнього рідного села, відомого як Скуґоґ-Вілледж. У 1852 році поселення було назване Порт-Перрі, а його першим поштмейстером був Джозеф Біґелов. У 1871 році воно було інкорпороване як село. У той час між Порт-Перрі та двома сусідніми селищами, Принц-Альбертом і Манчестером, існувало інтенсивне суперництво. Сподіваючись славної долі для «свого» міста, Пітер Перрі одночасно провіщав, що на головній вулиці Принц-Альберта будуть кози пастись.
У той час попри Принц-Альберт проходила дощата платна дорога, що вела на південь до Вітбі. Зерно та пиломатеріали з районів по всій території на південний схід від озера Сімко стікались до Принц-Альберта, який був основним пунктом торгівлі зерном. Перрі та інші значні мешканці Порт-Перрі вважали, що залізниця буде набагато кращим варіантом, і прогноз Перрі зрештою здійсниться.
Група місцевих бізнесменів розпочала процес підведення залізниці до міста в 1867 році, і перший поїзд на залізниці Порт-Вітбі та Порт-Перрі (PW&PP) досяг кінцевої зупинки в Порт-Перрі в 1872 році. У наступному році був побудований зерновий елеватор, який досі залишається найстарішим існуючим елеватором Канади. Вантажі з усього північного Онтаріо доставлялися водним шляхом Трент — Северн до Порт-Перрі через озеро Скуґоґ, а потім залізницею до Вітбі, де його можна було завантажити на магістралі CP або CN, спрямовані вздовж берега озера Онтаріо або на кораблі в Порт-Вітбі. Підприємства швидко переїхали з Принц-Альберта до Порт-Перрі, залишивши Принц-Альберт фактично передмістям сьогоднішнього Порт-Перрі. Зерносклад Порт-Перрі досі височить свідком початку індустріальної ери на березі озера Скуґоґ і пишається тим, що є найстарішим зерновим елеватором Канади, що якось пережив численні пожежі та оминув хвилю знесень у новітніх часах.

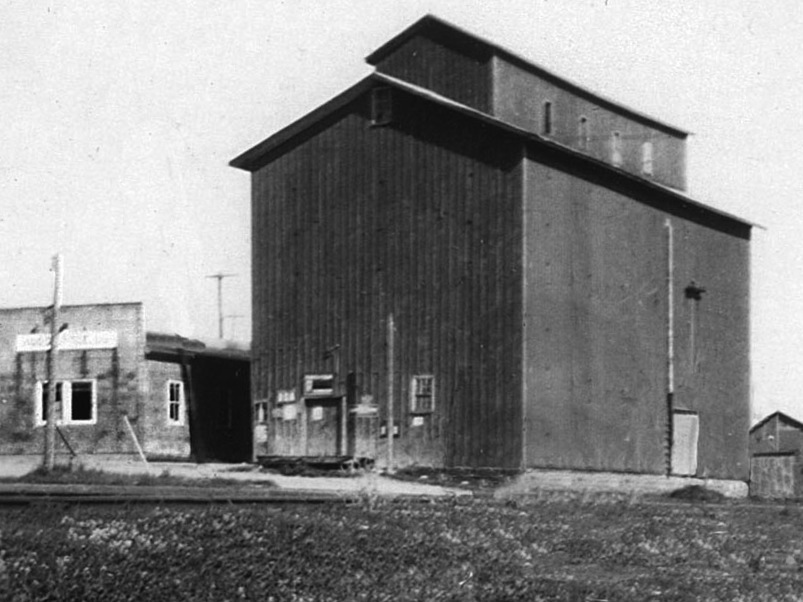
Млин і зерновий елеватор Порт-Перрі, фото близько 1930 року. Споруджена в 1873 році, будівля залишається важливою пам'яткою досьогодні. На передньому плані можна побачити оригінальну колію залізниці PW&PP.

Село було обє'днане з містечками Картрайт, Річ і Скуґоґ, з утворенням містечка Скуґоґ у 1974 році після створення регіонального муніципалітету Дарем.
Провінція встановила історичну дошку Онтаріо на Музеї Скуґоґ-Шорс, щоб вшанувати роль карикатуриста Джиммі Фрайза у спадщині Онтаріо.

## Культура та відпочинок
Центр Порт-Перрі в стилі Вікторіанської епохи є туристичним місцем із магазинами одягу, ресторанами, кафе, книгарнями, галереями та антикварними крамницями. Влітку в місті проходять фестивалі Mississauga First Nation Pow Wow, Highland Games, Dragon Boat Races і StreetFest. В Порт-Перрі також проводиться літній театральний фестиваль Theatre on The Ridge, під час якого в липні та серпні в старій Ратуші відбувається 6 вистав. Щорічний ярмарок Порт-Перрі, який припадає на вікенд Дня Праці, триває вже понад 150 років. Є також поля для гольфу, як загальнодоступні, так і приватні. Серед інших визначних пам'яток Порт-Перрі та його околиць — благодійне казино Great Blue Heron, Меморіальна бібліотека Скуґоґа (з художньою галереєю Кента Фарндейла), Історичний музей Скуґоґ-Шорс і Центр виконавських мистецтв у Ратуші 1873 року.
На багатьох місцевих фермах відвідувачі можуть самостійно зібрати сезонні фрукти (полуниці, малину, яблука). Влітку також проводяться рибальські турніри та розваги на березі озера.
На узбережжі озера Скуґоґ є два популярні парки: Палмер і Бірдсай. Риболовля популярна як взимку, так і влітку. У зимові місяці лід озера Скуґоґ усіяний наметами для підлідної рибалки, сюди спеціально приїжджають на підлідну риболовлю. Є стежки для їзди снігоходами.

## Відомі жителі
- Кейт Бейрнесс, спортивна телеведуча ТСН, уродженка Порт-Перрі
- Джордж Барнетт, хокейний тренер НХЛ, AHL, OHL та Hockey Canada
- Джордж А. Коуп, генеральний директор Bell Canada Enterprises [8]
- Ґертруда Сперр Каттс, художниця англійського походження, провела останню частину свого життя в Порт-Перрі
- Тай Делландреа, форвард «Даллас Старз» НХЛ
- Бред Ґорескі, знаменитий модний стиліст і телеведучий, народився в Порт-Перрі
- Володимир Гачинський, відомий клінічний невролог та дослідник інсульту та деменції; народився в Україні та виріс у Порт-Перрі
- Білл Лішман, скульптор, кінорежисер, винахідник, натураліст і промовець; жив у сусідньому Блекстоку
- Джеймс Говден Макбраєн, командувач канадської армії та RCMP; народився в сусідньому Міртлі і виріс у Порт-Перрі
- Джейд Найкол, канадська модель, народилася в Скарборо та виросла в Порт-Перрі
- Деніел Девід Палмер, засновник школи хіропрактики Палмера; народився в Порт-Перрі
- Дж. Ф. Пакстон (1857–1936), канадський хокейний адміністратор [9]
- Томас Пакстон (1820–1887), промисловий бізнесмен, політик і шериф Порт-Перрі [10]
- Ден Петронієвич, телеактор
- Джон Росс Роуч, воротар НХЛ 1930-х років, народився в Порт-Перрі
- Крейґ Рассел, жіночий імітатор, найвідоміший за своєю головною роллю у фільмі «Обурливо!»; похований у Порт-Перрі
- Емілі ВанКемп, актриса кіно і телебачення; народилася та виросла в Порт-Перрі
- Фред Віткрофт, аматор і хокеїст NHA, член Зали хокейної слави; народився в Порт-Перрі

## В кіно
Порт Перрі протягом багатьох років бачив багато знімальних груп, як для повнометражних фільмів, так і для телебачення; у фільмі 2004 року «Ласкаво просимо до Муспорта» Порт-Перрі виступав у ролі вигаданого містечка в  штаті Мен Муспорт, а в шостому сезоні «Західного крила» ненадовго використовувався як невелике містечко в Нью-Гемпширі.
Місто було основним місцем виробництва фільму 1996 року «Відлітайте додому», заснованого на експериментах винахідника з Порт-Перрі Білла Лішмана в 1980-х і 1990-х роках, в ході яких спрямовували міграцію гусей за легкими літальними апаратами, щоб змінити та зберегти міграційні маршрути. У фільмі белетризовано особисте життя Лішмана, але його використовували як консультанта для польотів та технічних питань.
На фоні екстер'єрів Порт-Перрі також знімалися сцени телесеріалу Hemlock Grove, дія якого відбувається в Західній Пенсільванії. 
Порт-Перрі представлялося як невелике містечко з назвою Lakeside, для третього сезону серіалу «Американські боги» на Amazon. Вони пофарбували млин у чорний колір, додали бутафорські магазини, напис «ПОРТ ПЕРРІ» у верхній частині Старого млина закрили написом «Lakeside», а також насипали штучного снігу навколо міста.

## Зовнішні посилання
- Відкрийте для себе центр міста Порт-Перрі
- Порт-Перрі в географічних назвах Канади